# Die verwunschene Jungfrau

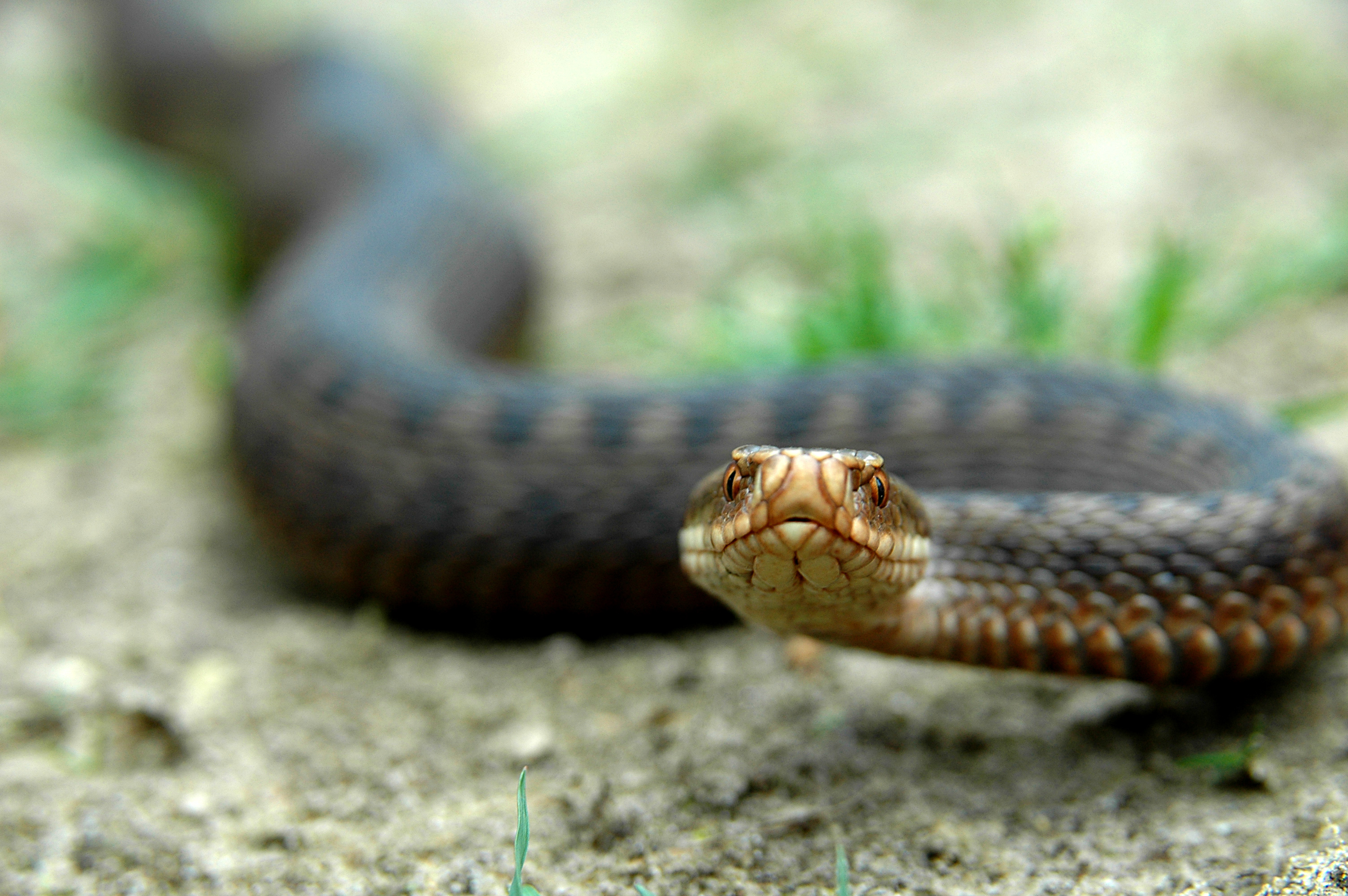
Eine Kreuzotter.

Die verwunschene Jungfrau ist eine Sage aus dem Egerland im heutigen Westen Tschechiens. In der Geschichte hilft eine alte Holzhackerin einem verfluchten Mädchen.

## Handlung
Eine arme Frau sammelte einst Holz im Wölfling-Wald. Hinter einem Bildstock schleppte sie einen Haufen zusammen. Als sie diese in den Korb packen wollte, hörte sie ein Weinen und entdeckte hinter Bildstock eine schwarze Jungfrau, die ihr erklärte, dass sie wegen einer Sünde verwunschen sei. Werde sie heute nicht erlöst, müsse sie zweihundert weitere Jahre warten. Voller Mitleid fragte die Alte, wie das Mädchen erlöst werden könne.
Die Jungfrau erklärte, dass die Alte zunächst einer Kreuzotter auf den Mund küssen müsse. Die Alte griff sich die nächste Otter und küsste sie schnell. Da nahm die Jungfrau die Schlange und legte sie sich um den Hals; woraufhin sich das Tier in eine wunderschöne Halskette verwandelte und Gesicht, Hals und Hände des Mädchens wieder weiß wurden.
Als Nächstes erklärte die Jungfrau, dass die Alte einen starken Eichbaum zu Fall bringen müsse, ohne heimzugehen, um eine Säge zu holen. Da nahm die Alte ihre kleine Handsäge und machte sich an den Baum, bis dieser so instabil wurde, dass ein Luftzug ihn zu Fall brachte. Der Baum war innen hohl und umfasste eine eiserne Kiste. Da nahm die Jungfrau von ihrem Halsband einen Schlüssel, schloss die Truhe auf und holte Krone, Armbänder, Ringe und Schmuck hervor. Der Schmuck war schwarz, doch als die Jungfrau ihn anlegte, wurde alles zu glänzendem Gold. 
Nun befahl die Jungfrau, dass die Alte jedes Blatt des Baumes aufheben und auf sie werfen müsse. Als sie damit fertig war, wurde aus dem grünen Laubhügel, der die Jungfrau bedeckte, ein herrliches Kleid. Nun war die Jungfrau erlöst und schüttete alles Gold von ihrem Kleid in den Korb der Alten.

## Rezeption
Die Sage findet sich in mehreren Werken zur sudetendeutschen / west-tschechischen Sagenwelt. Josef Hofmann, G. Kutschera und H. Nürnbeger führen die Geschichte in ihrem Werk Sagen der Karlsbader Landschaft (1926) auf; Thilde Hopper-Hoyer listet sie in ihrer Sagensammlung Egerländer Sagenkranz auf, die sie 1958 veröffentlichte als Erinnerung an ihre verlorene Heimat des Egerlandes; aus der sie 1945/1946 vertrieben worden war.